# Roemeense presidentsverkiezingen 2004
De Roemeense presidentsverkiezingen van 2004 werden gehouden op 28 november 2004. 12 kandidaten streden voor de overwinning. Nadat geen enkele kandidaat meer dan 50% van de stemmen gekregen had, werd er op 25 december een tweede ronde gehouden tussen premier Adrian Năstase (PSD) en Traian Băsescu (D.A.). Met 51% tegen 49% won Băsescu de verkiezingen, waarndoor hij tot President van Roemenië benoemd mocht worden.
De Roemeense presidentsverkiezingen van 2004 werden samen met de Roemeense parlementsverkiezingen 2004 gehouden. Omdat er in 2003 de Roemeense Grondwet veranderd werd, mag de winnaar vijf jaar lang, in plaats van vier jaar, zichzelf president van Roemenië noemen. De parlementsverkiezingen worden om de vier jaar gehouden, waardoor de twee verkiezingen vanaf nu apart gehouden worden.

## Resultaten
| Kandidaat            | Kandidaat  | Stemmen   | Percentage | Stemmen 2e ronde | Percentage |
| -------------------- | ---------- | --------- | ---------- | ---------------- | ---------- |
| Traian Băsescu       | D.A.       | 3,545,236 | 33.92%     | 5,126,794        | 51.23%     |
| Adrian Năstase       | PSD + PUR  | 4,278,864 | 40.94%     | 4,881,520        | 48.77%     |
| Corneliu Vadim Tudor | PRM        | 1,313,714 | 12.57%     |                  |            |
| Markó Béla           | UDMR       | 533,446   | 5.10%      |                  |            |
| Gheorghe Ciuhandu    | PNȚCD      | 198,394   | 1.90%      |                  |            |
| George Becali        | PNG        | 184,560   | 1.77%      |                  |            |
| Petre Roman          | FD         | 140,702   | 1.35%      |                  |            |
| Gheorghe Dinu        | Partijloos | 113,321   | 1.08%      |                  |            |
| Marian Petre Miluț   | AP         | 43,378    | 0.42%      |                  |            |
| Ovidiu Tudorici      | URR        | 37,910    | 0.36%      |                  |            |
| Aurel Rădulescu      | APCD       | 35,455    | 0.34%      |                  |            |
| Alexandru Raj Tunaru | PTD        | 27,225    | 0.26%      |                  |            |

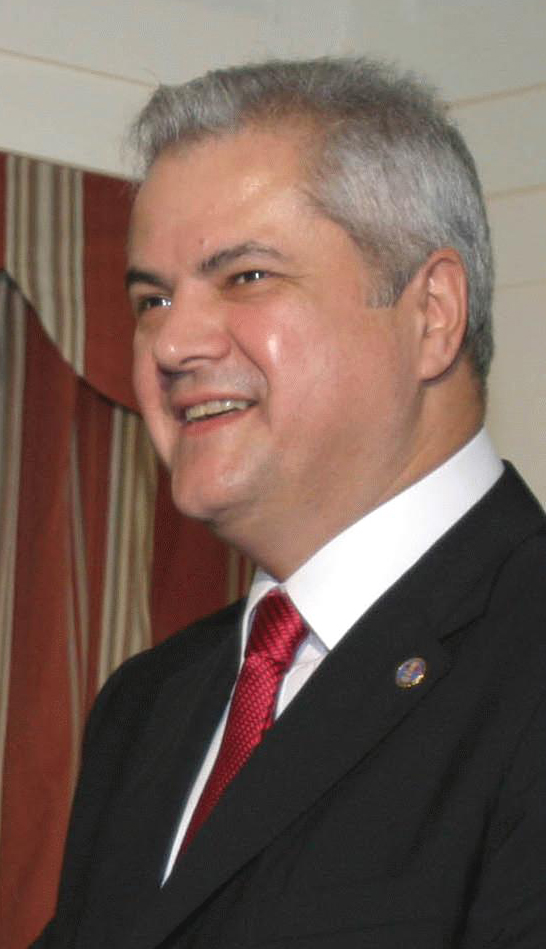
Adrian Năstase (PSD + PUR)

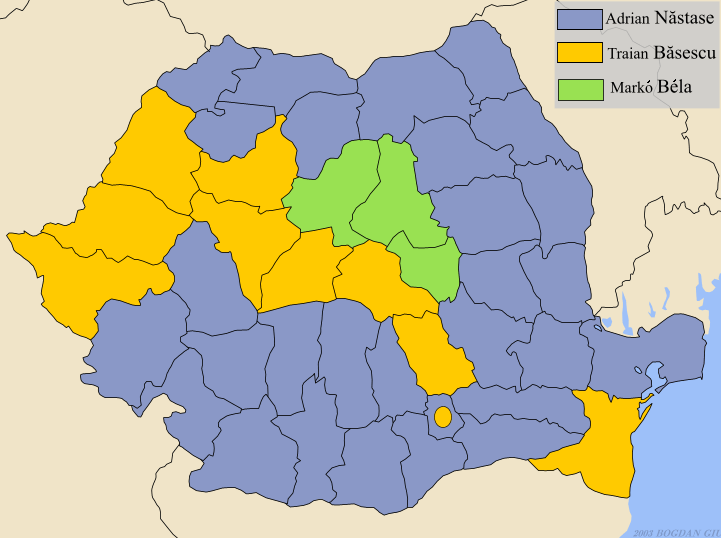
Eerste ronde, winnaar per district. Blauw = Năstase, Oranje = Băsescu, Groen = Markó Béla

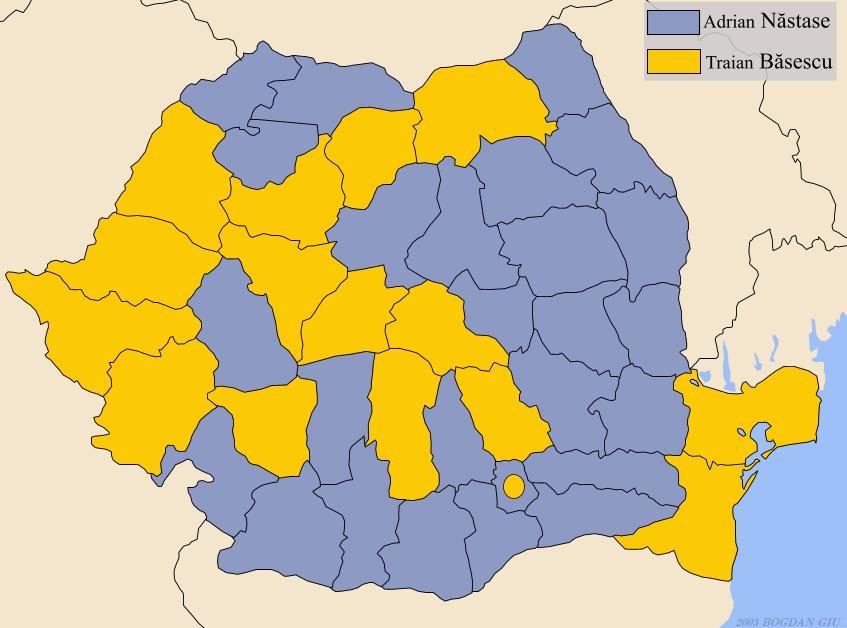
Tweede ronde, gewonnen door Traian Băsescu (oranje)